# 미지 (음악 그룹)
미지(MIJI)는 대한민국의 음악그룹이다. 퍼스트엔터테인먼트 소속이며, 국악의 대중화를 표방한 첫 그룹으로 멤버 8명은 모두 국악전공자 학생이나 졸업생 출신이다. 2008년 8월에 오디션을 거쳐 지금의 멤버가 확정되었다. 현재는 6명으로 활동중이다.

## 음반
- The Challenge (2010년)
- 신기생뎐 Part.1 (2011년)
- Unbelievable (with 김진호) (2011년)
- The Oriental Blue (2013)

### 참여 음반
- 아리랑 2집 (2011년)
- 신기생뎐 OST (2011년)
- 백제의 꿈 (2011년)

## 같이 보기
- 김진호
- 팬텀
- AOA